# Spumula debilis
Spumula debilis är en svampart som först beskrevs av P. Syd. & Syd., och fick sitt nu gällande namn av Lohsomb., Kakish. & Y. Ono 1994. Spumula debilis ingår i släktet Spumula och familjen Raveneliaceae.   Inga underarter finns listade i Catalogue of Life.